# 飞盘 (电子游戏)
飞盘是一种在光盘游戏机上运行盗版游戏的方法，在1995年尤以在世嘉土星上为甚。

## 背景
1994年，世嘉公司的新一代光盘游戏机世嘉土星发表，正式标志了“次世代机战争”的打响。大量水货土星游戏机也开始进入中国大陆。然而，正版游戏高达600-700元的价格使很多玩家望而却步。于是飞盘应运而生。

## 运行方法
操作飞盘需在准备进行游戏时打开游戏机上的仓盖，将准备运行中的正版游戏盘（一般称之为“引导盘”）取出，换之以所要玩的盗版游戏盘。由于光头正在读取引导盘，引导盘的转速使其本身难被取出，另外取盘对运行中的光头也有很大的硬件伤害。

## 新方法的出现
由于飞盘的代价较大，在飞盘普及不到一年，便出现了新的运行盗版游戏盘的方法—直读。鉴于新方法对游戏机的伤害大大减少，飞盘开始衰退直至绝迹。不过每当新一代游戏机出现之时，由于破解芯片尚不能马上到位，飞盘或许还会有短暂出现。